# Asclepiodoto (tattico)
Asclepiodoto (in greco antico: Ἀσκληπιόδοτος?; II secolo a.C. – I secolo a.C.) è stato un filosofo e scrittore greco antico.

## Biografia
A detta di Lucio Anneo Seneca, Asclepiodoto sarebbe stato allievo del filosofo Posidonio e autore di un'opera intitolata Quaestionum Naturalium Causae.
Il titolo di Tattico fu dato ad Asclepiodoto per un suo trattato sulla tattica militare, Τέχνη τακτική Téchnē taktikḕ, uno dei primi trattati di ars bellica giunti a noi dal mondo antico, nel quale descrive il funzionamento delle forze armate del Regno di Macedonia. L'opera è probabilmente la stessa citata da Eliano Tattico, ma attribuita a Posidonio.

## Tattica
L'unica opera conosciuta di Asclepiodoto è, appunto, un trattato in dodici capitoli di tattica e teoria militare (Ἀσκληπιοδότου φιλοσόφου τακτικὰ κεφάλαια, o Tattica), trasmesso nel Codex Laurentianus Plut.55.4 e undici altri manoscritti che dipendono da esso. Insieme al testo, i manoscritti trasmettono figure ritenute copie di diagrammi dalla stessa mano di Asclepiodoto.
La Tattica è un testo essenzialmente teorico, che segue una tendenza generale nei testi ellenistici e romani sulla guerra. 
L'autore esordisce parlando dei diversi corpi dell'esercito, per poi concentrarsi sulla falange oplitica e sulla disposizione degli uomini in essa. Dopo una digressione, nel capitolo V, su dimensioni e carattere appropriato delle armi, Asclepiodoto si concentra sulla fanteria leggera, la cavalleria , carri ed elefanti, per concludere sulla terminologia di uso comune e sui comandi utilizzati nelle evoluzioni militari.